# Meesaganapalli, Srinivaspur
Meesaganapalli là một làng thuộc tehsil Srinivaspur, huyện Kolar, bang Karnataka, Ấn Độ.